# Open eBook
Open eBook中文譯為開放電子書，原訂於電子書閱讀器、PDA等載體上的文書格式，已經被新修訂的ePub格式取代了，ePub可中譯為電子發行本。
Open eBook是一個ZIP文件加上一個Manifest文件。包裡面定義的子集，可用於XHTML，CSS和Dublin Core metadata。預設的副檔名是.opf（OEB Package Format，OEB封裝格式）。

## 發布歷史
- 2007年9月- 開放出版結構（OPS）2.0，EPUB發布，取代了OEBPS 1.2
- 2002年8月- OEBPS 1.2
- 2001年6月- OEBPS 1.0.1取代OEBPS 1.0
- 1999年9月- 開放式電子圖書出版物結構（OEBPS）1.0發布

## 閱讀軟體
- SoftBook
- Adobe Digital Editions
- FBReader - GPL的Unix/Windows/Android的電子書閱讀器。
- Lexcycle Stanza
- Mobipocket
- Openberg Lector - 在GPL下發布的跨平台的閱讀器和基於Mozilla的平台
- WordPlayer - 電子書閱讀器（谷歌）的Android手機操作系統